# Magherafelt
Magherafelt (Machaire Fíolta in gaelico irlandese) è una città nella Distretto di Mid-Ulster, nell'Irlanda del Nord. È la città più grande del sud del distretto, nonché il centro economico e culturale dell'area. Nel 2011 contava 8.805 abitanti.